# 楊尚友
楊尚友（1978年9月9日—），香港廚師及飲食節目主持人，綽號「廚壇魔術師」。

## 生平
楊尚友2011年為Now TV擔任電視節目《煮角》的主持，其後為ViuTV拍攝多套烹飪節目，2016年起更參演《三一如三》、《Reboot》等電視劇。楊2022年起為無綫電視拍攝《呢鋪開乜：開火》、《奇蹟的罐頭料理》、《至尚生活》等節目。

## 節目演出／主持

### Now TV
- 2011年至2012年：《煮角》

### 香港電台
- 2011年至2012年：《味之天下》（第二輯）

### ViuTV
- 2016年：《煮吧！換咗我阿媽》
- 2016年：《阿美利堅無肉飯堂》
- 2017年：《煮吧！換咗我阿媽2》
- 2020年：《辣伙頭》
- 2020年：《辣伙頭·開火》
- 2020年：《外餸》
- 2022年：《嘥料》

### 無綫電視
- 2022年：《呢鋪開乜：開火》（J2台）
- 2023年：《奇蹟的罐頭料理》（J2台）
- 2023年：《至尚生活》（明珠台及J2台）
- 2023年：《Christian in Paris》（J2台）
- 2024年：《不如食豪D》（J2台）

## 電視劇演出
- 2016年：《三一如三》飾 楊拓也（Christian）
- 2019年：《Reboot》飾 汪汪（汪Wong）